# Intelecto ativo
Intelecto ativo (em grego clássico: νους ποιητικός nous poietikós) ou ainda intelecto agente, segundo tradições aristotélicas e escolásticas, trata-se do intelecto que transforma as sensações em percepções tornando-as abstratas, inteligíveis, como conceitos. Na concepção clássica grega, a partir de Anaxágoras, o intelecto nous, significa o princípio de ordem do cosmo e por extensão, da faculdade de pensar humanos enquanto que esta reflete a ordem cósmica.

## Aristóteles
O intelecto ativo foi objecto de intensa discussão na filosofia medieval. A ideia foi encontrada pela primeira vez na obra de Aristóteles Da Alma, no Livro III. Sachs comenta que "é a fonte de uma enorme quantidade de comentários e de desacordo feroz":
Em Metafísica, Livro XII, ch.7-10, Aristóteles também discute a mente humana e distingue entre o intelecto ativo e o intelecto passivo. Nessa passagem, Aristóteles parece equiparar o intelecto ativo com o "motor imóvel" e Deus.

## Interpretações
Os comentaristas gregos de Aristóteles, em particular, Alexandre de Afrodísias e Temístio, deram várias interpretações diferentes sobre a distinção entre os intelectos ativo e passivo. Alguns deles consideraram o intelecto ativo como um poder externo à mente humana, Alexandre foi longe a ponto de identificá-lo com Deus.
Mais tarde, estas duas interpretações, as neoplatônicas e talvez outras, influenciaram o desenvolvimento de uma importante literatura filosófica árabe, usando o termo  'aql como a tradução para nous. Essa literatura foi mais tarde traduzido para latim e hebraico e comentadas.